# Elecciones federales de México de 2000
Las elecciones federales de México de 2000, denominadas oficialmente como Proceso Electoral Federal 1999 - 2000, se llevaron a cabo el domingo 2 de julio de 2000 siendo estas las últimas del siglo XX y del II milenio, y en ellas fueron elegidos a nivel federal:
- Presidente de la República. Jefe de Estado y de Gobierno electo para un periodo de seis años no reelegibles en ningún caso, y que comenzó su gobierno el 1 de diciembre de 2000. El candidato electo fue Vicente Fox Quesada, primer presidente electo no emanado del PRI en 71 años.
- 128 senadores. Miembros de la cámara alta del Congreso de la Unión, 3 por cada estado de la federación y por el Distrito Federal, electos de manera directa y 32 por una lista nacional, todos por un periodo de seis años que comenzó el 1 de septiembre de 2000.
- 500 diputados federales. Miembros de la cámara baja del Congreso de la Unión, 300 elegidos por el principio de mayoría relativa en distritos uninominales y 200 elegidos por el principio de representación proporcional en 5 circunscripciones plurinominales en las que se divide el país (40 escaños por circunscripción), todos por un periodo de tres años, que comenzó el 1 de septiembre de 2000.

## Elecciones internas

### Partido Revolucionario Institucional
Para las elecciones del año 2000, el PRI llevó a cabo un inédito proceso interno para elegir a su candidato presidencial, debido a que el presidente Ernesto Zedillo quería desmarcarse del tradicional ritual sucesorio priista que se había mantenido durante 71 años «El llamado dedazo está muerto» llegó a decir el presidente. Los precandidatos fueron Francisco Labastida Ochoa, Roberto Madrazo Pintado, Manuel Bartlett Díaz y Humberto Roque Villanueva. A pesar de la declaración del presidente, durante todo el proceso se mantuvo la percepción de que Francisco Labastida era el aspirante más cercano al presidente Zedillo, y por eso el que resultaría como el candidato oficial.
Durante la elección destacó la confrontación entre Madrazo y Labastida, y la actitud “retadora” de Madrazo hacia Zedillo, como su lema de campaña «Dale un Madrazo al Dedazo». La elección se llevó a cabo el 7 de noviembre de 1999, en donde se hicieron presentes las ya clásicas y conocidas prácticas fraudulentas como el “ratón loco”, las “urnas embarazadas”, y el acarreo. Aun así,  Madrazo reconoció el resultado de la elección, después de una reunión con Labastida en Los Pinos, en donde intervino Zedillo para evitar la ruptura de Madrazo con el PRI, después regreso al gobierno de Tabasco. Francisco Labastida fue proclamado candidato del PRI el 20 de noviembre de 1999. Los resultados de la elección del 7 de noviembre fueron los siguientes:
|  | 58.13 % |

|  | 30.75 % |

|  | 6.45 % |

|  | 4.65 % |

|  | 100 % |

### Partido Acción Nacional
Vicente Fox Quesada exgobernador de Guanajuato se convirtió en el candidato presidencial, desde 1997 se pronunció como aspirante presidencial del PAN a la Presidencia de la República, fue registrado como precandidato único y hubo una elección interna para ratificarlo. Fox eligió al empresario Pedro Cerisola como su coordinador general de campaña.

### Partido de la Revolución Democrática
Luego de que Cuauhtémoc Cárdenas y Porfirio Muñoz Ledo se pronunciaran como interesados en ser candidatos empezó una pugna que terminó con la salida de Muñoz Ledo del PRD. Muñoz Ledo dijo que si no había un “verdadero proceso democrático” en el PRD era inevitable que la misma persona fuera candidato por tercera ocasión. Los órganos del PRD designaron a Cárdenas como candidato y Muñoz Ledo fue candidato por el PARM.

## Campaña
El 27 de abril de 2000 el candidato del PAN, Vicente Fox, envió a la Conferencia del Episcopado Mexicano y al nuncio apostólico Leonardo Sandri una carta con diez puntos detallando acciones que prometía realizar en favor de la iglesia católica y otras iglesias cristianas en caso de llegar a la presidencia de la República, entre las cuales se encontraban promover "el respeto al derecho a la vida desde el momento de la concepción", abrir el acceso de los medios de comunicación a las iglesias, permitir el libre acceso de sacerdotes y otros ministros de culto a centros de salud pública, cárceles, orfelinatos y asilos para ancianos, homologar los estudios de los seminarios con los de las instituciones públicas, así como la creación de un régimen fiscal especial para las iglesias y la posibilidad de que éstas pudiesen deducir impuestos "cuando contribuyan al desarrollo humano". Dicha carta reiteraba la tónica religiosa que el candidato panista había enarbolado durante su campaña, declarándose él mismo como un ferviente católico; no obstante haber ganado finalmente la presidencia, las promesas que Fox hizo a las iglesias en dicha carta no se cumplieron dado que el PAN no logró obtener la mayoría absoluta en el Congreso de la Unión

## Encuestas
El candidato del PRI Francisco Labastida lideró en casi todas las encuestas durante los primeros meses de campaña, aunque en los dos últimos meses su ventaja se redujo; Por otro lado, el candidato del PAN Vicente Fox ocupó el segundo lugar en la mayoría de las encuestas, pero en mayo y junio aumentó su porcentaje de simpatizantes y lideró en muchas de las últimas encuestas.
Dado que la abrumadora mayoría de las encuestas no predijo la victoria de Fox y en cambio había indicado que Labastida ganaría por márgenes cómodos, se ha afirmado que muchos de los encuestados mintieron sobre sus preferencias, temiendo que si manifestaban apoyo a un partido de oposición, serían despojados por el PRI de los programas de asistencia del gobierno que estaban recibiendo. De hecho, el diario Reforma, que había pronosticado una victoria de Labastida en todas las encuestas que publicó durante la campaña, atribuyó su error al llamado factor miedo.
| Encuestadora    | Fecha               | Muestra | Fox PAN | Labastida PRI | Cárdenas PRD | Otros |
| --------------- | ------------------- | ------- | ------- | ------------- | ------------ | ----- |
| Mund Opinion    | Noviembre, 1999     | N/A     | 39%     | 43%           | 18%          | 0%    |
| Indermec        | Noviembre, 1999     | N/A     | 44%     | 39%           | 16%          | 0%    |
| GEA             | Noviembre, 1999     | 1200    | 38%     | 41.8%         | 16.5%        | 3.7%  |
| Reforma         | Noviembre, 1999     | 1542    | 33.3%   | 53.1%         | 9.9%         | 3.7%  |
| El Universal    | Noviembre, 1999     | 1537    | 33.8%   | 46.2%         | 11.7%        | 8.3%  |
| CEO             | Noviembre, 1999     | 1500    | 37%     | 47%           | 11%          | 4%    |
| Pearson (PRI)   | Diciembre, 1999     | 1647    | 34%     | 47%           | 13%          | 6%    |
| El Universal    | Diciembre, 1999     | 1475    | 39.2%   | 47.1%         | 12.5%        | 1.2%  |
| Milenio         | Diciembre, 1999     | 1006    | 37.8%   | 42.2%         | 17.8%        | 2.2%  |
| CEPROSEPP       | Enero, 2000         | 1510    | 32%     | 51%           | 11%          | 6%    |
| Reforma         | Enero, 2000         | 1544    | 38.6%   | 48.2%         | 12.0%        | 1.2%  |
| GAUSCC (PAN)    | Enero, 2000         | 20 866  | 39%     | 45%           | 14%          | 2%    |
| Pearson (PRI)   | Enero, 2000         | 1678    | 36.7%   | 49.7%         | 11.9%        | 1.7%  |
| GAUSCC (PAN)    | Enero, 2000         | 1500    | 42.4%   | 43.5%         | 13.0%        | 1.1%  |
| Milenio         | Febrero, 2000       | 1200    | 41.1%   | 42.2%         | 14.5%        | 2.2%  |
| CEPROSEPP       | Febrero, 2000       | 1346    | 32.4%   | 45.5%         | 16.1%        | 6.0%  |
| GEA             | Febrero, 2000       | 1113    | 44%     | 36%           | 18%          | 2%    |
| Technomgmt      | Febrero, 2000       | 2697    | 34.5%   | 45.3%         | 17.2%        | 3.0%  |
| El Universal    | Febrero, 2000       | 1438    | 38.8%   | 41.8%         | 15.7%        | 3.7%  |
| Reforma         | Febrero, 2000       | 1510    | 38.6%   | 47.0%         | 13.2%        | 1.2%  |
| Reforma         | Febrero, 2000       | 2397    | 37.8%   | 50.0%         | 11.0%        | 1.2%  |
| Mund Opinion    | Febrero, 2000       | 1182    | 35.7%   | 40.5%         | 22.6%        | 1.2%  |
| CEPROSEPP       | Marzo, 2000         | 1322    | 31.8%   | 46.1%         | 17.0%        | 5.1%  |
| Pearson (PRI)   | Marzo, 2000         | 1127    | 33.4%   | 51.6%         | 13.6%        | 1.5%  |
| Milenio         | Marzo, 2000         | 1200    | 39.3%   | 41.6%         | 16.9%        | 2.2%  |
| El Universal    | Marzo, 2000         | 1438    | 39.7%   | 45.0%         | 12.7%        | 2.6%  |
| Reforma         | Marzo, 2000         | 1533    | 38.6%   | 47.0%         | 13.3%        | 1.2%  |
| GEA             | Marzo, 2000         | 1200    | 43.3%   | 38.8%         | 16.5%        | 1.4%  |
| Technomgmt      | Marzo, 2000         | N/A     | 32.3%   | 47.9%         | 17.0%        | 2.8%  |
| CEPROSEPP       | Abril, 2000         | N/A     | 31.2%   | 45.7%         | 17.6%        | 5.5%  |
| GAUSSC          | Abril, 2000         | 1500    | 41.4%   | 46.0%         | 12.3%        | 0.3%  |
| Technomgmt      | Abril, 2000         | N/A     | 32.7%   | 47.4%         | 17.7%        | 2.2%  |
| Reforma         | Abril, 2000         | 1647    | 42%     | 45%           | 12%          | 1%    |
| Quantum         | Abril, 2000         | 1920    | 36.9%   | 50.4%         | 10.0%        | 2.7%  |
| El Universal    | Abril, 2000         | 1074    | 39.2%   | 42.2%         | 14.0%        | 4.5%  |
| Reuters/Zogby   | Abril, 2000         | 1062    | 46.3%   | 41.6%         | 9.3%         | 2.8%  |
| Pearson (PRI)   | Mayo, 2000          | 1590    | 39%     | 45%           | 12%          | 4%    |
| Technomgmt      | Mayo, 2000          | 8000    | 39.1%   | 45.5%         | 12.5%        | 2.9%  |
| Reforma         | Mayo, 2000          | 1547    | 40%     | 42%           | 16%          | 2%    |
| GEA             | Mayo, 2000          | N/A     | 43.6%   | 38.6%         | 16.4%        | 1.4%  |
| El Universal    | Mayo, 2000          | 1787    | 42.2%   | 35.9%         | 16.2%        | 5.7%  |
| Milenio         | Mayo, 2000          | 2005    | 36%     | 43%           | 17%          | 4%    |
| CEO             | Mayo, 2000          | 2450    | 39.0%   | 42.7%         | 15.1%        | 3.2%  |
| Alduncin        | 12 de junio de 2000 | 2095    | 41%     | 35%           | 20%          | 4%    |
| CEO             | 17 de junio de 2000 | 2423    | 39%     | 43%           | 15%          | 3%    |
| ARCOP           | 18 de junio de 2000 | 1400    | 43%     | 38%           | 17%          | 3%    |
| Fishers         | 18 de junio de 2000 | 2750    | 36%     | 42%           | 19%          | 3%    |
| GEA             | 18 de junio de 2000 | 2287    | 39%     | 38%           | 19%          | 3%    |
| Mund/Dalla      | 18 de junio de 2000 | 1362    | 36%     | 37%           | 27%          | 0%    |
| Reforma         | 18 de junio de 2000 | 1545    | 39%     | 42%           | 16%          | 3%    |
| Reuters         | 18 de junio de 2000 | 1330    | 41%     | 44%           | 15%          | 1%    |
| CM Político     | 19 de junio de 2000 | 1800    | 38%     | 41%           | 18%          | 3%    |
| D. Watch        | 19 de junio de 2000 | 1542    | 41%     | 36%           | 20%          | 3%    |
| Pearson         | 19 de junio de 2000 | 1309    | 39%     | 43%           | 15%          | 3%    |
| Milenio/Nielsen | 23 de junio de 2000 | N/A     | 36%     | 42%           | 16%          | 6%    |

## Elección presidencial
Las elecciones de 2000 fueron un parteaguas en la historia de México, debido a que por primera vez en la era moderna de la nación el Partido Revolucionario Institucional resultó derrotado en una elección presidencial, dado que desde su fundación en 1929 con el nombre de Partido Nacional Revolucionario, todos los presidentes mexicanos habían sido los candidatos de este partido político, que había gobernado por más de 70 años.

### Resultados Electorales
Los candidatos que participaron en la Elección Presidencial de 2000 y los resultados que obtuvieron fueron los siguientes:
|  | 42.52 % |

|  | 36.11 % |

|  | 16.64 % |

|  | 1.58 % |

|  | 0.55 % |

|  | 0.42 % |

|  | 0.08 % |

|  | 97.90 % |

|  | 2.10 % |

|  | 100.00 % |

|  | 63.97 % |

#### Resultados por Estado
Con base en los resultados del Instituto Federal Electoral.
| Estado              | Fox (PAN)  | Fox (PAN) | Labastida (PRI) | Labastida (PRI) | Cárdenas (PRD) | Cárdenas (PRD) | Rincón Gallardo (DS) | Rincón Gallardo (DS) | Camacho Solís (PCD) | Camacho Solís (PCD) | Muñoz Ledo (PARM) | Muñoz Ledo (PARM) | Candidatos no registrados | Candidatos no registrados | Ninguno | Ninguno |
| Estado              | Votos      | %         | Votos           | %               | Votos          | %              | Votos                | %                    | Votos               | %                   | Votos             | %                 | Votos                     | %                         | Votos   | %       |
| ------------------- | ---------- | --------- | --------------- | --------------- | -------------- | -------------- | -------------------- | -------------------- | ------------------- | ------------------- | ----------------- | ----------------- | ------------------------- | ------------------------- | ------- | ------- |
| Aguascalientes      | 202.335    | 53,93     | 127.134         | 33,89           | 26.264         | 7,00           | 9.467                | 2,52                 | 2.202               | 0,59                | 1.389             | 0,37              | 83                        | 0,02                      | 6.291   | 1,68    |
| Baja California     | 429.194    | 49,76     | 319.477         | 37,04           | 77.340         | 8,96           | 14.562               | 1,69                 | 3.470               | 0,40                | 3.080             | 0,36              | 507                       | 0,06                      | 14.965  | 1,73    |
| Baja California Sur | 60.834     | 36,21     | 56.230          | 33,46           | 45.229         | 26,92          | 2.107                | 1,25                 | 460                 | 0,27                | 364               | 0,22              | 17                        | 0,01                      | 2.804   | 1,67    |
| Campeche            | 104.498    | 40,05     | 106.347         | 40,75           | 35.090         | 13,45          | 2.485                | 0,95                 | 1.406               | 0,54                | 1.247             | 0,48              | 559                       | 0,21                      | 9.309   | 3,57    |
| Chiapas             | 288.204    | 26,45     | 469.392         | 43,09           | 272.182        | 24,98          | 5.340                | 0,49                 | 4.659               | 0,43                | 4.063             | 0,37              | 1.056                     | 0,10                      | 44.551  | 4,09    |
| Chihuahua           | 549.177    | 48,68     | 460.931         | 40,86           | 76.810         | 6,81           | 11.569               | 1,03                 | 4.487               | 0,40                | 3.166             | 0,28              | 609                       | 0,05                      | 21.350  | 1,89    |
| Coahuila            | 398.800    | 48,87     | 311.480         | 38,17           | 77.393         | 9,49           | 10.392               | 1,27                 | 2.111               | 0,26                | 1.880             | 0,23              | 1.454                     | 0,18                      | 12.464  | 1,53    |
| Colima              | 106.445    | 48,38     | 81.099          | 36,86           | 23.313         | 10,60          | 3.159                | 1,43                 | 1.028               | 0,47                | 542               | 0,25              | 39                        | 0,02                      | 4.377   | 1,99    |
| Distrito Federal    | 1.928.035  | 43,65     | 1.060.227       | 24,01           | 1.146.131      | 25,95          | 149.312              | 3,39                 | 36.383              | 0,82                | 18.843            | 0,43              | 2.009                     | 0,04                      | 75.669  | 1,71    |
| Durango             | 211.361    | 41,92     | 222.892         | 44,21           | 50.592         | 10,03          | 6.144                | 1,22                 | 1.579               | 0,31                | 1.469             | 0,29              | 859                       | 0,17                      | 9.294   | 1,85    |
| Estado de México    | 2.239.750  | 44,02     | 1.637.714       | 31,79           | 961.876        | 18,67          | 121.137              | 2,35                 | 40.733              | 0,79                | 27.203            | 0,52              | 3.416                     | 0,06                      | 92.743  | 1,80    |
| Guanajuato          | 1.128.780  | 60,77     | 517.815         | 27,88           | 121.489        | 6,54           | 18.248               | 0,98                 | 10.800              | 0,58                | 8.473             | 0,46              | 2.873                     | 0,15                      | 49.039  | 2,64    |
| Guerrero            | 174.962    | 18,57     | 402.091         | 42,67           | 332.091        | 35,24          | 6.179                | 0,65                 | 2.913               | 0,31                | 3.003             | 0,32              | 954                       | 0,10                      | 20.180  | 2,14    |
| Hidalgo             | 282.864    | 34,60     | 355.565         | 43,49           | 136.861        | 16,74          | 12.319               | 1,51                 | 5.034               | 0,62                | 4.078             | 0,50              | 758                       | 0,09                      | 19.997  | 2,45    |
| Jalisco             | 1.392.535  | 53,07     | 941.962         | 35,90           | 163.269        | 6,22           | 45.494               | 1,74                 | 17.567              | 0,67                | 11.110            | 0,42              | 3.287                     | 0,12                      | 48.736  | 1,86    |
| Michoacán           | 419.188    | 28,63     | 441.871         | 30,17           | 543.804        | 37,14          | 13.058               | 0,89                 | 7.444               | 0,51                | 6.404             | 0,44              | 2.060                     | 0,14                      | 30.448  | 2,08    |
| Morelos             | 290.639    | 45,43     | 193.861         | 30,31           | 124.368        | 19,44          | 12.539               | 1,96                 | 2.916               | 0,45                | 3.010             | 0,47              | 136                       | 0,02                      | 12.296  | 1,92    |
| Nayarit             | 107.417    | 30,11     | 173.479         | 48,64           | 63.121         | 17,69          | 3.092                | 0,87                 | 1.175               | 0,33                | 1.024             | 0,29              | 351                       | 0,10                      | 7.043   | 1,97    |
| Nuevo León          | 760.093    | 49,62     | 615.907         | 40,20           | 96.637         | 6,31           | 20.448               | 1,34                 | 7.478               | 0,49                | 2.658             | 0,17              | 1.519                     | 0,10                      | 27.201  | 1,77    |
| Oaxaca              | 301.195    | 26,46     | 486.496         | 42,73           | 282.587        | 24,82          | 11.074               | 0,98                 | 8.372               | 0,74                | 7.305             | 0,64              | 1.851                     | 0,16                      | 39.616  | 3,48    |
| Puebla              | 732.435    | 42,53     | 698.974         | 40,59           | 208.688        | 12,12          | 20.170               | 1,17                 | 8.609               | 0,50                | 7.849             | 0,46              | 1.142                     | 0,06                      | 44.305  | 2,57    |
| Querétaro           | 290.977    | 51,94     | 192.622         | 34,38           | 39.629         | 7,07           | 10.585               | 1,89                 | 3.768               | 0,67                | 8.670             | 1,55              | 170                       | 0,03                      | 13.849  | 2,47    |
| Quintana Roo        | 132.383    | 46,23     | 94.202          | 32,89           | 50.487         | 17,63          | 2.399                | 0,84                 | 916                 | 0,32                | 729               | 0,25              | 70                        | 0,02                      | 5.216   | 1,82    |
| San Luis Potosí     | 393.997    | 47,44     | 324.234         | 39,03           | 72.599         | 8,74           | 11.073               | 1,33                 | 3.306               | 0,40                | 2.287             | 0,27              | 407                       | 0,05                      | 22.673  | 2,74    |
| Sinaloa             | 230.777    | 23,77     | 621.329         | 64,00           | 90.488         | 9,32           | 7.205                | 0,74                 | 2.189               | 0,23                | 1.675             | 0,17              | 1.290                     | 0,13                      | 15.920  | 1,64    |
| Sonora              | 447.496    | 51,02     | 292.267         | 33,32           | 114.580        | 13,07          | 6.426                | 0,73                 | 1.672               | 0,19                | 1.325             | 0,15              | 94                        | 0,01                      | 13.269  | 1,51    |
| Tabasco             | 174.840    | 25,59     | 269.519         | 39,45           | 213.983        | 31,32          | 5.817                | 0,85                 | 2.599               | 0,38                | 1.732             | 0,26              | 655                       | 0,10                      | 14.036  | 2,05    |
| Tamaulipas          | 521.486    | 47,45     | 445.737         | 40,56           | 91.426         | 8,32           | 9.387                | 0,85                 | 3.210               | 0,63                | 6.932             | 0,29              | 1.157                     | 0,11                      | 19.659  | 1,79    |
| Tlaxcala            | 123.880    | 35,50     | 127.163         | 36,44           | 82.073         | 23,52          | 5.185                | 1,49                 | 2.508               | 0,72                | 1.450             | 0,42              | 53                        | 0,01                      | 6.639   | 1,90    |
| Veracruz            | 1.066.719  | 39,88     | 1.008.933       | 37,72           | 491.791        | 18,39          | 25.474               | 0,95                 | 11.343              | 0,42                | 10.956            | 0,41              | 985                       | 0,04                      | 58.630  | 2,19    |
| Yucatán             | 328.503    | 47,10     | 321.392         | 46,08           | 27.214         | 3,90           | 4.258                | 0,61                 | 1.344               | 0,20                | 987               | 0,14              | 602                       | 0,09                      | 13.127  | 1,88    |
| Zacatecas           | 169.837    | 33,39     | 197.336         | 38,80           | 117.375        | 23,08          | 6.277                | 1,23                 | 2.908               | 0,57                | 1.993             | 0,39              | 439                       | 0,09                      | 12.461  | 2,45    |
| Total               | 15.989.636 | 42,52     | 13.579.718      | 36,11           | 6.256.780      | 16,64          | 592.381              | 1,58                 | 206.589             | 0,55                | 156.896           | 0,42              | 31.461                    | 0,08                      | 788.157 | 2,10    |

#### Votantes por demografía
| La elección presidencial del 2000 dividida por subgrupos demográficos | La elección presidencial del 2000 dividida por subgrupos demográficos | La elección presidencial del 2000 dividida por subgrupos demográficos | La elección presidencial del 2000 dividida por subgrupos demográficos | La elección presidencial del 2000 dividida por subgrupos demográficos | La elección presidencial del 2000 dividida por subgrupos demográficos |
| Subgrupo demográfico                                                  | Fox                                                                   | Labastida                                                             | Cárdenas                                                              | Otros                                                                 | % del voto total                                                      |
| --------------------------------------------------------------------- | --------------------------------------------------------------------- | --------------------------------------------------------------------- | --------------------------------------------------------------------- | --------------------------------------------------------------------- | --------------------------------------------------------------------- |
| Voto total                                                            | 42                                                                    | 36                                                                    | 16                                                                    | 6                                                                     | 100                                                                   |
| Género                                                                |                                                                       |                                                                       |                                                                       |                                                                       |                                                                       |
| Hombres                                                               | 47                                                                    | 32                                                                    | 20                                                                    | 1                                                                     | 52                                                                    |
| Mujeres                                                               | 43                                                                    | 40                                                                    | 14                                                                    | 3                                                                     | 48                                                                    |
| Edad                                                                  |                                                                       |                                                                       |                                                                       |                                                                       |                                                                       |
| 18-24                                                                 | 50                                                                    | 32                                                                    | 17                                                                    | 1                                                                     | 18                                                                    |
| 25-29                                                                 | 47                                                                    | 34                                                                    | 16                                                                    | 3                                                                     | 16                                                                    |
| 30-34                                                                 | 49                                                                    | 34                                                                    | 15                                                                    | 2                                                                     | 15                                                                    |
| 35-39                                                                 | 47                                                                    | 37                                                                    | 12                                                                    | 4                                                                     | 13                                                                    |
| 40-45                                                                 | 41                                                                    | 35                                                                    | 20                                                                    | 4                                                                     | 11                                                                    |
| 46-50                                                                 | 44                                                                    | 37                                                                    | 18                                                                    | 1                                                                     | 8                                                                     |
| 51-54                                                                 | 46                                                                    | 40                                                                    | 13                                                                    | 1                                                                     | 6                                                                     |
| 55-59                                                                 | 32                                                                    | 43                                                                    | 24                                                                    | 1                                                                     | 5                                                                     |
| 60+                                                                   | 35                                                                    | 42                                                                    | 22                                                                    | 1                                                                     | 8                                                                     |
| Educación                                                             |                                                                       |                                                                       |                                                                       |                                                                       |                                                                       |
| Ninguna                                                               | 30                                                                    | 46                                                                    | 21                                                                    | 3                                                                     | 8                                                                     |
| Primaria                                                              | 35                                                                    | 46                                                                    | 18                                                                    | 1                                                                     | 34                                                                    |
| Secundaria                                                            | 49                                                                    | 34                                                                    | 15                                                                    | 2                                                                     | 22                                                                    |
| Preparatoria                                                          | 53                                                                    | 28                                                                    | 16                                                                    | 3                                                                     | 21                                                                    |
| Universidad                                                           | 60                                                                    | 22                                                                    | 15                                                                    | 3                                                                     | 15                                                                    |
| Empleo                                                                |                                                                       |                                                                       |                                                                       |                                                                       |                                                                       |
| Sector público                                                        | 41                                                                    | 37                                                                    | 19                                                                    | 3                                                                     | 18                                                                    |
| Sector privado                                                        | 53                                                                    | 31                                                                    | 15                                                                    | 1                                                                     | 26                                                                    |
| Trabajadores por cuenta propia                                        | 42                                                                    | 36                                                                    | 19                                                                    | 3                                                                     | 24                                                                    |
| Estudiantes                                                           | 59                                                                    | 19                                                                    | 17                                                                    | 5                                                                     | 5                                                                     |
| Amas de casa                                                          | 41                                                                    | 43                                                                    | 15                                                                    | 1                                                                     | 25                                                                    |
| Región                                                                |                                                                       |                                                                       |                                                                       |                                                                       |                                                                       |
| Norte                                                                 | 50                                                                    | 37                                                                    | 12                                                                    | 1                                                                     | 23                                                                    |
| Centro-occidente                                                      | 48                                                                    | 37                                                                    | 12                                                                    | 3                                                                     | 18                                                                    |
| Centro                                                                | 43                                                                    | 34                                                                    | 20                                                                    | 3                                                                     | 35                                                                    |
| Sur                                                                   | 41                                                                    | 37                                                                    | 20                                                                    | 2                                                                     | 24                                                                    |

Fuente: Encuesta de salida publicada por el periódico Reforma.

## Elecciones legislativas
Como ya había ocurrido por primera vez en las Elecciones de 1997 ningún partido o coalición obtuvo mayoría absoluta en ninguna de las dos Cámaras legislativas, si bien el PRI conservó la primera minoría en ambas.

### Senado de la República
Las alianzas electorales no fueron mantenidas en las cámaras legislativas, por lo cual cada partido político formó su propia bancada, dando como resultado una modificación de la proporción de legisladores por.
|  | 39.08 % |

|  | 39.01 % |

|  | 39.08 % |

|  | 39.01 % |

|  | 37.52 % |

|  | 37.61 % |

|  | 19.29 % |

|  | 19.29 % |

|  | 19.29 % |

|  | 19.29 % |

|  | 1.86 % |

|  | 1.84 % |

|  | 1.42 % |

|  | 1.42 % |

|  | 0.75 % |

|  | 0.75 % |

|  | 0.08 % |

|  | 0.08 % |

|  | 97.72 % |

|  | 97.72 % |

|  | 2.28 % |

|  | 2.28 % |

|  | 100.00 % |

|  | 100.00 % |

|  | 63.83 % |

|  | 63.39 % |

### Cámara de Diputados
|  | 39.40 % |

|  | 39.14 % |

|  | 39.40 % |

|  | 39.14 % |

|  | 37.64 % |

|  | 37.80 % |

|  | 19.05 % |

|  | 19.12 % |

|  | 19.05 % |

|  | 19.12 % |

|  | 1.92 % |

|  | 1.93 % |

|  | 1.17 % |

|  | 1.18 % |

|  | 0.74 % |

|  | 0.75 % |

|  | 0.08 % |

|  | 0.08 % |

|  | 97.68 % |

|  | 97.68 % |

|  | 2.32 % |

|  | 2.32 % |

|  | 100.00 % |

|  | 100.00 % |

|  | 63.68 % |

|  | 63.23 % |

## Galería de objetos de la campaña electoral

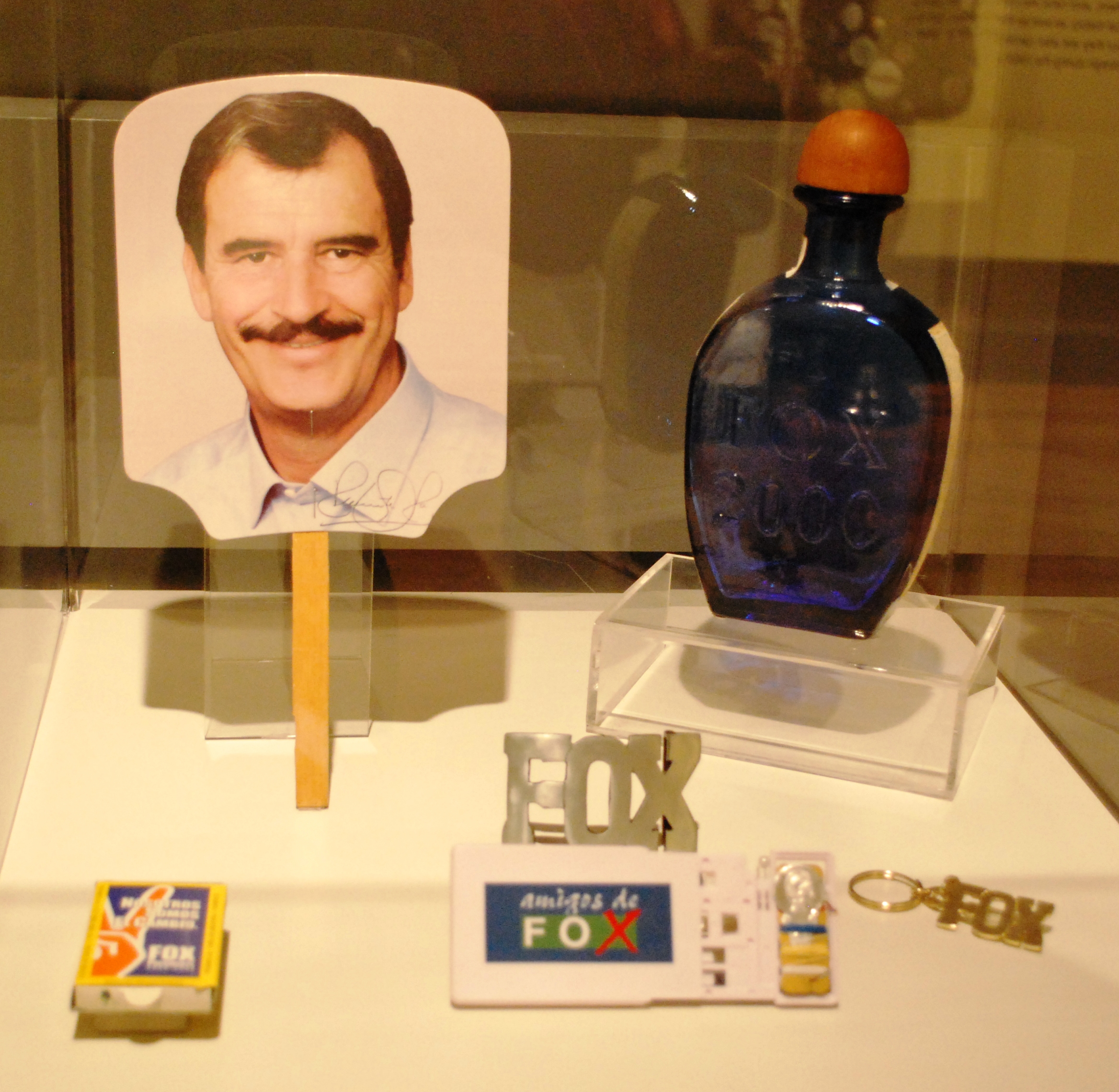
Objetos de la campaña de Fox.
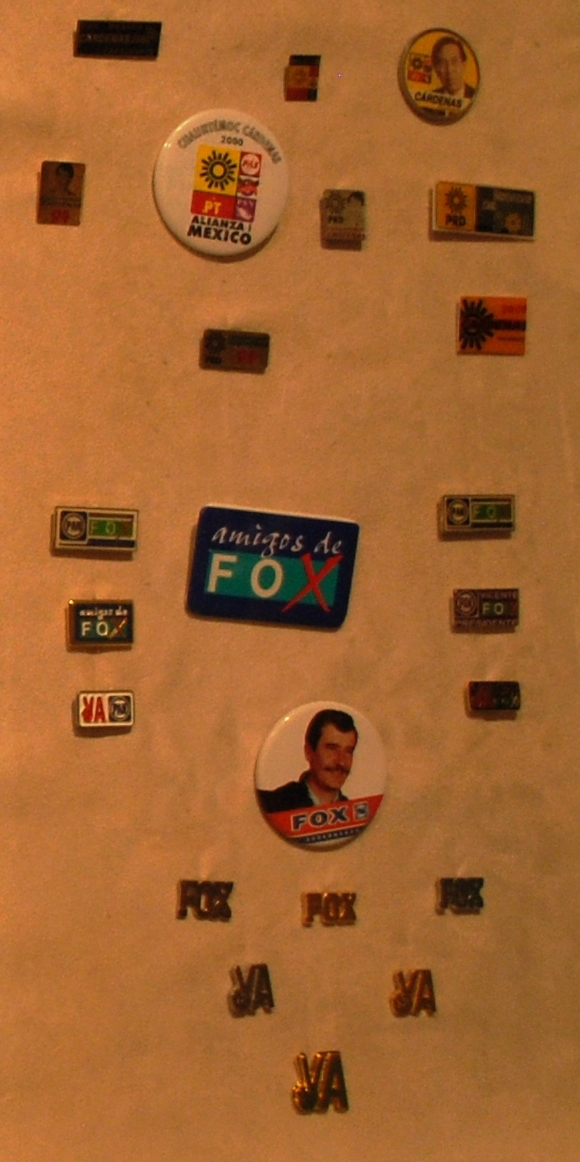
Botones y broches de las campañas de Cárdenas y Fox.
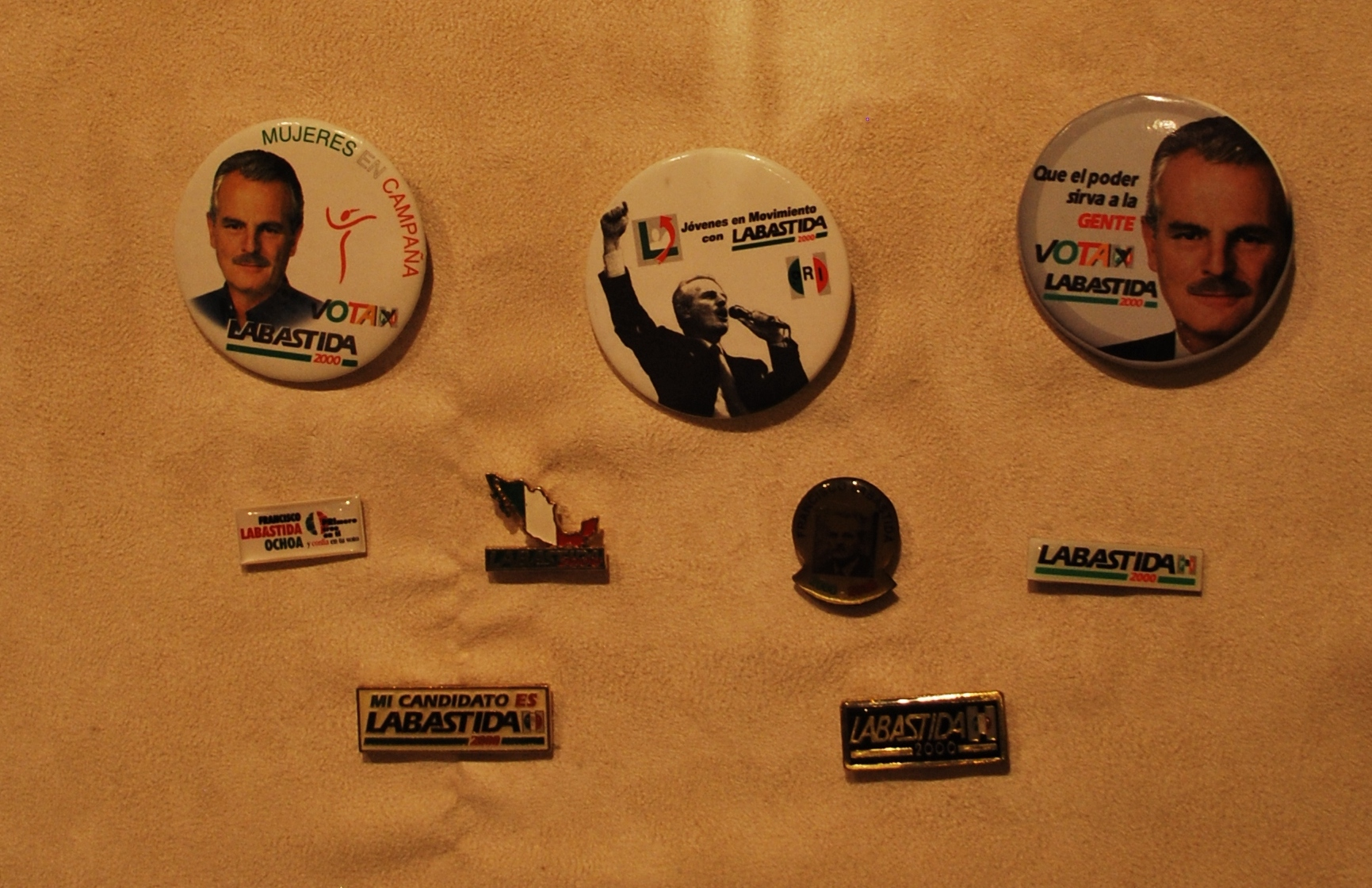
Botones y broches de la campaña de Labastida.
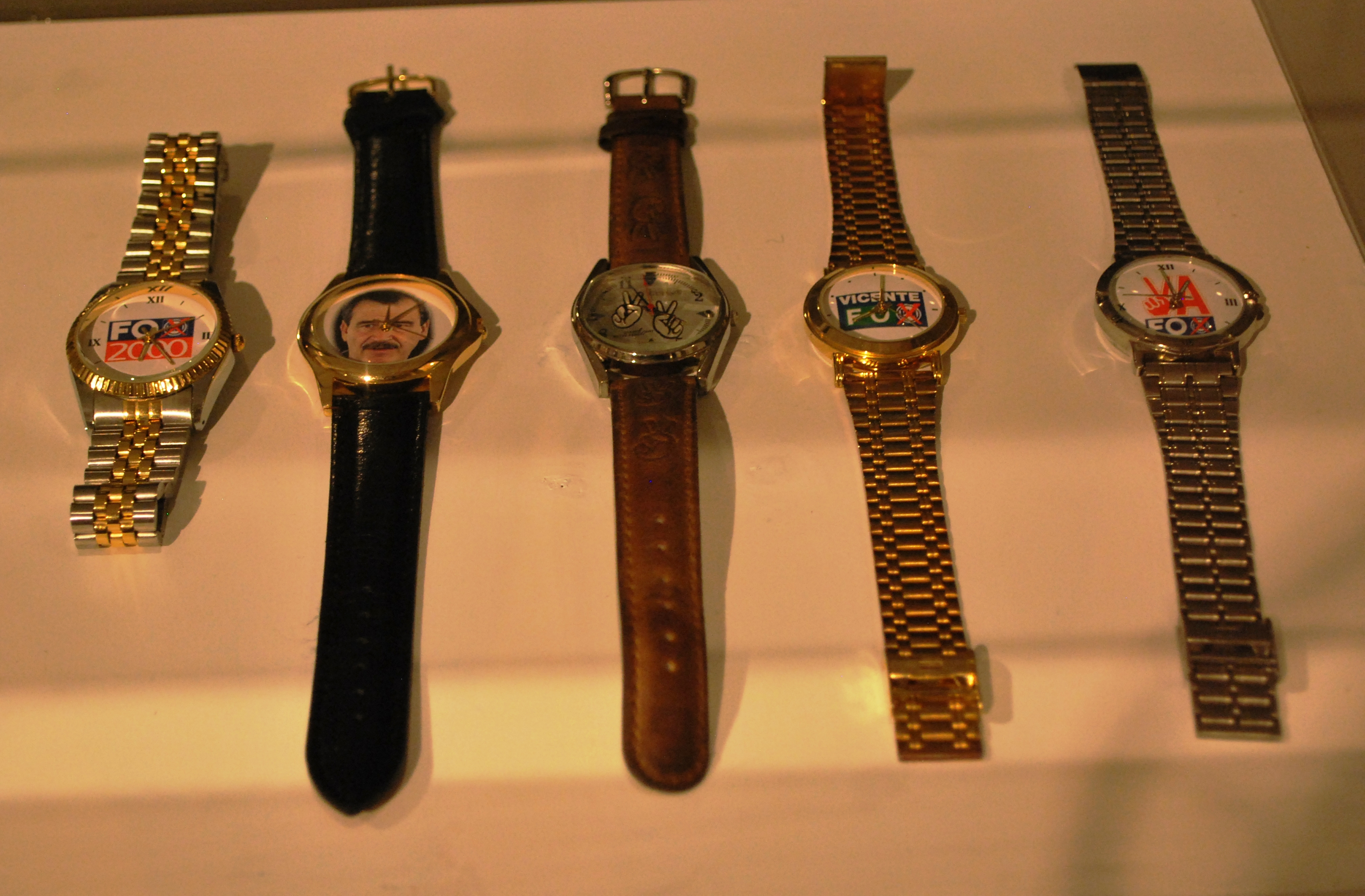
Relojes de la campaña de Fox.
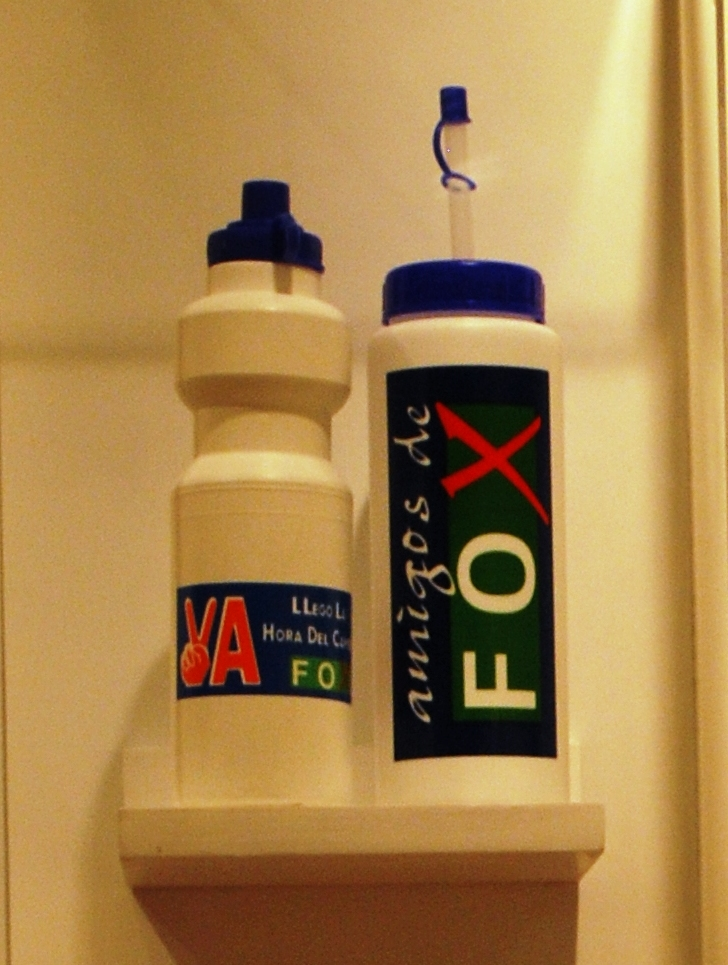
Botellas de la campaña de Fox.
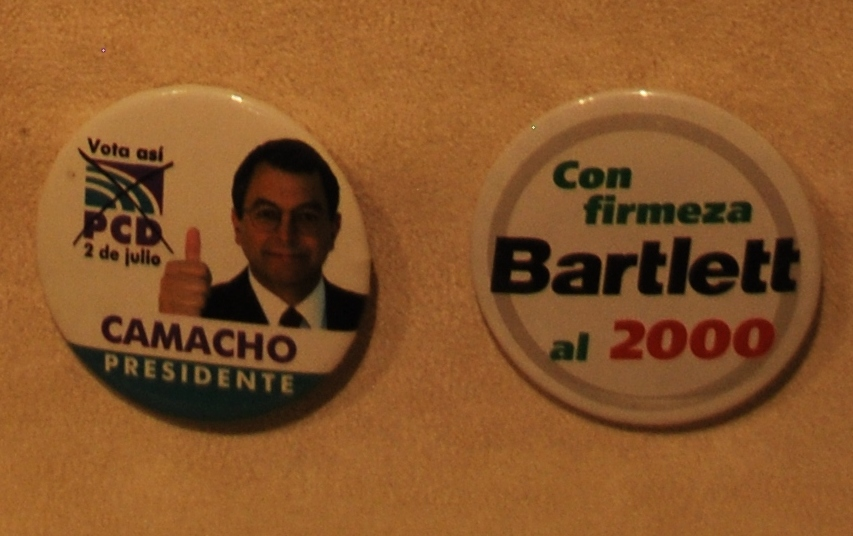
Botones de las campañas de Camacho Solís y de Bartlett (este último para la elección primaria para elegir al candidato presidencial del PRI).